# HCi Burnie International 2024 - Doppio maschile
Il doppio maschile del torneo di tennis professionistico HCi Burnie International 2024, facente parte della categoria Challenger 75 nell'ambito dell'ATP Challenger Tour 2024, si è giocato dal 29 gennaio al 4 febbraio a Burnie, in Australia. Tra le coppie partecipanti erano assenti Marc Polmans e Max Purcell, i detentori del titolo.
In finale Alex Bolt e Luke Saville hanno sconfitto Tristan Schoolkate e Adam Walton con il punteggio di 5–7, 6–3, [12–10].

## Teste di serie
1. Alex Bolt /  Luke Saville (campioni)
2. Tristan Schoolkate /  Adam Walton (finale)

1. Blake Ellis /  Calum Puttergill (quarti di finale)
2. Stefanos Sakellaridis /  Adam Taylor (primo turno)

## Wildcard
1. Jacob Bradshaw /  Jake Delaney (primo turno)

1. Moerani Bouzige /  Blake Mott (primo turno)

## Ranking protetto
1. Taisei Ichikawa /  Seita Watanabe (quarti di finale)

## Tabellone

### Legenda
| - Q = Qualificato - WC = Wild card - LL = Lucky loser | - ALT = Alternate - SE = Special Exempt - PR = Protected Ranking | - w/o = Walkover - r = Ritirato - d = Squalificato |

|  | Primo turno | Primo turno             | Primo turno           | Primo turno | Primo turno |  |  | Quarti di finale | Quarti di finale      | Quarti di finale   | Quarti di finale      | Quarti di finale    |   |      | Semifinali | Semifinali             | Semifinali       | Semifinali                     | Semifinali |   |      | Finale | Finale | Finale | Finale | Finale |  |
|  |             |                         |                       |             |             |  |  |                  |                       |                    |                       |                     |   |      |            |                        |                  |                                |            |   |      |        |        |        |        |        |  |
|  | 1           | A Bolt L Saville        | A Bolt L Saville      | 6           | 6           |  |  |                  |                       |                    |                       |                     |   |      |            |                        |                  |                                |            |   |      |        |        |        |        |        |  |
|  | WC          | J Bradshaw Ja Delaney   | J Bradshaw Ja Delaney | 2           | 2           |  |  | 1                | A Bolt L Saville      | A Bolt L Saville   | 6                     | 7                   |   |      |            |                        |                  |                                |            |   |      |        |        |        |        |        |  |
|  |             | MC Romios D Sweeny      | MC Romios D Sweeny    | 6           | 6           |  |  |                  | MC Romios D Sweeny    | MC Romios D Sweeny | 2                     | 65                  |   |      |            |                        |                  |                                |            |   |      |        |        |        |        |        |  |
|  | WC          | M Bouzige B Mott        | M Bouzige B Mott      | 3           | 4           |  |  |                  |                       |                    |                       |                     |   |      | 1          | A Bolt L Saville       | A Bolt L Saville | 6                              | 6          |   |      |        |        |        |        |        |  |
|  | 4           | S Sakellaridis A Taylor | 2                     | 6           | [5]         |  |  |                  |                       |                    | B Bayldon K Pearson   | B Bayldon K Pearson | 4 | 2    |            |                        |                  |                                |            |   |      |        |        |        |        |        |  |
|  |             | B Bayldon K Pearson     | 6                     | 4           | [10]        |  |  |                  | B Bayldon K Pearson   | 64                 | 7                     | [10]                |   |      |            |                        |                  |                                |            |   |      |        |        |        |        |        |  |
|  |             | P Harper A Harris       | P Harper A Harris     | 65          | 5           |  |  | PR               | T Ichikawa S Watanabe | 7                  | 5                     | [7]                 |   |      |            |                        |                  |                                |            |   |      |        |        |        |        |        |  |
|  | PR          | T Ichikawa S Watanabe   | T Ichikawa S Watanabe | 7           | 7           |  |  |                  |                       |                    |                       |                     |   |      | 1          | Alex Bolt Luke Saville | 5                | 6                              | [12]       |   |      |        |        |        |        |        |  |
|  |             | C Langmo B Walkin       | 6                     | 3           | [4]         |  |  |                  |                       |                    |                       |                     |   |      |            |                        | 2                | Tristan Schoolkate Adam Walton | 7          | 3 | [10] |        |        |        |        |        |  |
|  |             | S Imai Y Uchiyama       | 3                     | 6           | [10]        |  |  |                  | S Imai Y Uchiyama     | 6                  | 3                     | [10]                |   |      |            |                        |                  |                                |            |   |      |        |        |        |        |        |  |
|  |             | M Chazal M Haliak       | M Chazal M Haliak     | 1           | 4           |  |  | 3                | B Ellis C Puttergill  | 4                  | 6                     | [8]                 |   |      |            |                        |                  |                                |            |   |      |        |        |        |        |        |  |
|  | 3           | B Ellis C Puttergill    | B Ellis C Puttergill  | 6           | 6           |  |  |                  |                       |                    |                       |                     |   |      |            | S Imai Y Uchiyama      | 7                | 2                              | [7]        |   |      |        |        |        |        |        |  |
|  |             | Y Mochizuki M Ochi      | Y Mochizuki M Ochi    | 65          | 64          |  |  |                  |                       | 2                  | T Schoolkate A Walton | 5                   | 6 | [10] |            |                        |                  |                                |            |   |      |        |        |        |        |        |  |
|  |             | H Moriya Y Takahashi    | H Moriya Y Takahashi  | 7           | 7           |  |  |                  | H Moriya Y Takahashi  | 3                  | 6                     | [6]                 |   |      |            |                        |                  |                                |            |   |      |        |        |        |        |        |  |
|  |             | O Jasika R Noguchi      | O Jasika R Noguchi    | 5           | 2           |  |  | 2                | T Schoolkate A Walton | 6                  | 3                     | [10]                |   |      |            |                        |                  |                                |            |   |      |        |        |        |        |        |  |
|  | 2           | T Schoolkate A Walton   | T Schoolkate A Walton | 7           | 6           |  |  |                  |                       |                    |                       |                     |   |      |            |                        |                  |                                |            |   |      |        |        |        |        |        |  |